# ORP Wilk (1963)
ORP Wilk – polski okręt podwodny projektu 641 (w kodzie NATO: typu Foxtrot), zbudowany w Związku Radzieckim. Jest to drugi polski okręt podwodny o tej nazwie; poprzedni to ORP „Wilk” zbudowany w 1929 roku, który służył w czasie II wojny światowej.

## Służba
Okręt służył początkowo w radzieckiej marynarce wojennej, po czym został wydzierżawiony polskiej Marynarce Wojennej. Polska załoga objęła okręt 3 listopada 1987 roku w Rydze, a 10 grudnia bieżącego roku w Gdyni otrzymał on nazwę ORP „Wilk” i stały numer burtowy 292. Na przełomie 1992/1993 roku Polska odkupiła okręt od Rosji. ORP „Wilk” uczestniczył w ćwiczeniach międzynarodowych wspólnie z jednostkami państw NATO jeszcze przed przystąpieniem Polski do Sojuszu. Po raz pierwszy do wspólnych manewrów Baltops okręt został zaproszony w 1992 roku. Ponadto brał udział w takich manewrach jak Cooperative Poseidon, Baltic Porpoise oraz ćwiczeniach typu Passex. W polskiej służbie „Wilk” przepłynął 47 tysięcy mil morskich, z czego 15 tysięcy w zanurzeniu i dokonał 626 zanurzeń. Ostatnim dowódcą okrętu był komandor podporucznik Dariusz Larowski (dowodził nim przez ostatnie cztery lata służby okrętu).
Po bezskutecznych próbach sprzedaży za granicę, 26 kwietnia 2005 roku został przeholowany do Gdańska, a następnie pocięty na złom na byłym terenie Stoczni Gdańskiej.

## ORP „Wilk” w filmie
W filmie Ostatni U-Boot (1993) w reżyserii Franka Beyera, ORP „Wilk” został „ucharakteryzowany” na niemiecki okręt podwodny U-234 z czasów II wojny światowej.